# Dagkaart (openbaar vervoer)
Een dagkaart voor het openbaar vervoer is een vervoerbewijs dat een hele dag (meestal tot het einde van de dienst, vaak even na middernacht) geldig is in een bepaalde vervoerregio en/of bepaalde verbindingen. Het GVB heeft geen dagkaart, maar (onder meer) de 24-uurskaart: deze is na check-in/activatie 24 uur geldig, bijvoorbeeld van maandag 11.20 uur tot dinsdag 11.20 uur.
In Nederland zijn dagkaarten te koop voor zowel de trein als het stads- en streekvervoer. Deze kaarten moeten van tevoren worden gekocht. In sommige landen hoeft men niet vooraf te kiezen, maar wordt achteraf bepaald of een dagkaart het voordeligst is ten opzichte van losse reizen. Dit geldt bijvoorbeeld bij de Duitse Touch&Travel en in Londen met de fare capping bij de Oyster card.
In België bestaat er bij de spoorwegen geen dagkaart. Wel bestaat deze bij het stads- en streekvervoer van de Lijn, de TEC en de MIVB.